# Тодор Рачински
Тодор Николов Рачински е български агроном, селекционер на пшеница.

## Биография
Рачински е роден на 4 юли 1929 г. във Враца. През 1953 г. завършва с отличен успех ВСИ „Г. Димитров“ в София, специалност „Селекция и семепроизводство“. Още като студент започва научноизследователска работа в организираните научни кръжоци. През 1952 г. като стажант в Института по лозарство в Плевен разработва успешно научната задача „Ефективни опрашители на сорта Чауш“.
След завършване на висшето си образование работи като агроном – ръководител на Сорто-изпитателния участък в с. Врабево, Ловешки окръг. Тук събира и изучава над 500 местни форми пшеница и още толкова местни форми полски фасул. От тях е излъчена оригиналната високоустойчива на болести и висококачествена местна линия пшеница № 234 и е създаден високодобивният сорт фасул „Кристал 137“. От направената първа любителска кръстоска през 1953 г. е създаден признатият от по-късно Държавна сортова комисия сорт пшеница „Заря“.
След успешно издържан конкурс през 1959 г. Рачински започва работа като научен сътрудник по селекция на пшеницата в Комплексния научноизследователски институт в гр. Кнежа, където създава сортовете пшеница „Кнежа 42 – 2“ и „Кнежа 317“.
От 1963 г. е научен сътрудник – селекционер на пшеница – в Института по пшеницата и слънчогледа край гр. Генерал Тошево. През 1965 г. защитава дисертация, по-късно е хабилитиран като ст.н.с. I ст. От декември 1974 година е директор на Института по пшеницата и слънчогледа край гр. Генерал Тошево, където работи до кончината си.
За периода от 1959 до 1975 г. Тодор Рачински извършва близо 4000 междусортови кръстоски, в резултат на които е създаден значителен по обем селекционен фонд. От този материал са създадени единадесетте районирани сорта пшеница „Русалка“, „Златия“, „Левент“, „Лудогорка“, „Юбилей“, „Славянка“, „Рубин“, „Добруджа 1“, „Огоста“, „Вега“ и „Враца“.
В продължение на над 22 години Тодор Рачински провежда обширна по обем селекционно-генетична изследователска дейност на високо теоретично ниво, резултатите от която са обобщени в 55 публикации.
В периода 1970 – 1979 г. Рачински и ръководеният от него колектив създава 22 сорта пшеница. Високата класа на тези сортове е демонстрирана по най-убедителен начин от резултатите, получени в международното сортоизпитване, организирано и ръководено от университета в Небраска, САЩ. В това изпитване в продължение на две последователни години (1977 и 1978) сорт „Юбилей“ е на първо място по добив, като изявява най-пълно своите продуктивни възможности и високата си екологична пластичност.
Наред с високата си продуктивност сортовете на Рачински притежават много добра устойчивост на болести и по-специално на брашнеста мана и кафява ръжда. Висока универсална устойчивост към кафява ръжда проявяват сортовете „Русалка“, „Юбилей“, „Огоста“, „Рубин“ и „Чародейка“, а към брашнеста мана – „Добруджа 1“, „Лудогорка“, „Вега“ и „Златия“. С комплексна устойчивост към различни заболявания се отличава сорт „Тангра“.
Най-висококачествените сортове в България са създадени също от Тодор Рачински. От тях „Славянка“, „Лудогорка“ и „Тошевка“ се отнасят към групата на силните пшеници и се ползват като подобрители на другите сортове.
Нова, по-висока стъпка в селекцията на пшеницата, са последните му признати сортове „Чародейка“ и „Скития“, отличаващи се с изключителни продуктивни възможности. През 1978 г. в опитни условия сорт „Чародейка“ дава добив 1308 кг/дка.
Едновременно със селекционната си дейност Рачински разработва и теоретични и методични въпроси от приложната генетика на пшеницата. Особено ценни са неговите изследвания по наследяването на количествените признаци при пшеницата и по-специално признаците, които обуславят нейната продуктивност. Рачински извършва най-подробни проучвания върху наследяването на качеството на зърното и възможностите за съчетаване по селекционен път на високата продуктивност с високите технологични показатели. Интересни от селекционна гледна точка са неговите резултати по наследяването на протеиновото съдържание и установените в това отношение корелативни зависимости между продуктивност и белтък.
Рачински пръв оценява и използва световните селекционни постижения и практически ги използва и въведе в селскостопанската практика в България. Пръв създава и внедрява нискостъблените пшеници с повишена продуктивност и висока устойчивост на полягане, използва нови генетични източници за увеличаване потенциала на класа, за устойчивост срещу болести и други стресови фактори, за качество на зърното. Неговите публикации по тези въпроси не са изгубили значението си и до днес. Те са ценен източник на информация за учени с широк спектър на изследователска дейност и по-специално за генетици, селекционери, преподаватели и студенти.
Загива на 26 декември 1980 г. при автомобилна злополука.